# Le Soler
Le Soler är en kommun i departementet Pyrénées-Orientales i regionen Occitanien i södra Frankrike. Kommunen ligger i kantonen Millas som tillhör arrondissementet Perpignan. År 2022 hade Le Soler 7 896 invånare.

## Befolkningsutveckling
Antalet invånare i kommunen Le Soler
| Referens: INSEE |